# Гильом III (виконт Нарбонны)

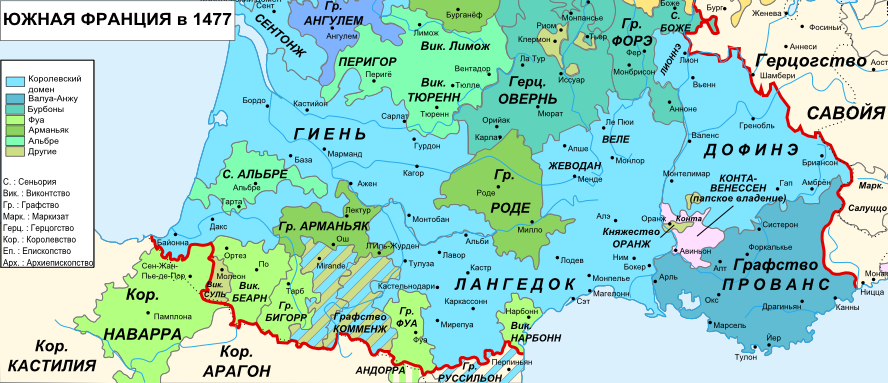
Виконтство Нарбонна на карте Южной Франции XV в.

Гильом III де Тиньер (фр. Guillaume III de Tinières; ум. 1447) — виконт Нарбонны с 1424 года.
Сын Гийома де Тиньера (ум.1447), сеньора Мордоня и Валя, и Герины де Бофор, вдовы виконта Нарбонна Гильома I. При рождении получил имя Пьер.

## Биография
Согласно отцу Ансельму, виконт Нарбонна Гильом II, сын Герины де Бофор от первого брака, в своём датированном 5 мая 1424 года завещании сделал единственным наследником Пьера де Тиньера — своего единоутробного брата. При этом тот должен был принять имя Гильом и герб рода де Лара.
Гильом II де Нарбонн погиб в битве при Вернёйле 17 августа того же года. Пьер де Тиньер вступил в наследство, выполнив условия завещания брата, и принёс оммаж королю за виконтство Нарбонн и баронию Пюисергье. Однако виконт Дальмас де Рокбертен (vicomte de Roquebertin) оспорил такой порядок наследования в Парижском парламенте. На время разбирательства король конфисковал виконтство и назначил его управляющим маршала Амори де Северака.
В 1425 году парламент вынес решение в пользу Гийома III, и арест был снят. Вассалы принесли ему оммаж.
Поскольку виконт страдал слабоумием (était faible d’esprit), его опекуном и администратором владений являлся отец.
Гильом III унаследовал от брата также права на юдикат Арборея, так как Альфонс V Арагонский, которому тот его продал, заплатил лишь часть суммы. После нескольких лет тяжбы и разбойничьих набегов на владения маркизов Ористано отец виконта Гильом де Тиньер заключил с королем соглашение и получил за отказ от юдиката 100 тысяч золотых флоринов.
Гильом III был женат на Анне д’Апшон, чьё происхождение не выяснено. Этот брак оказался бездетным. После смерти свёкра Анна д’Апшон попыталась завладеть землями мужа, который к тому времени впал в детство и по настоянию жены подписал все необходимые документы (дарственные). Однако они были опротестованы в парламенте.
Гильом III умер в 1447 году, вскоре после отца. Его сестра и наследница Маргарита де Тиньер продала Нарбонн и сеньории Пюизергье, Альзо, Кюзак и Курзан Гастону IV де Фуа за 23 тысячи золотых экю, сохранив за собой титул виконтессы.
Дальмас де Рокбертен снова предъявил свои претензии, и парламент 24 января 1450 года присудил ему треть виконтства Нарбонн. Эту часть Гастон IV де Фуа выкупил 27 мая 1457 года за 4800 золотых экю у Мартина-Жана де Рокбертена — сына умершего к тому времени Дальмаса де Рокбертена.
В 1507 году Гастон де Фуа согласно договору со своим дядей королём Людовиком XII обменял виконтство Нарбонну на герцогство Немур.